# Помелов, Александр Петрович
Александр Петрович Помелов — советский хозяйственный, государственный и политический деятель, Герой Социалистического Труда.

## Биография
Родился в 1923 году в Бийске. Член КПСС.
С 1939 года — на хозяйственной, общественной и политической работе. Выпускник Бийского аэроклуба. В 1939—1980 гг. — курсант военной школы лётчиков в Омске, курсант высшей школы штурманов и лётчиков авиации дальнего действия, участник Великой Отечественной войны, командир тяжёлого бомбардировщика Ил-4 108-го Краснознамённого Рижского полка дальней авиации, участник советско-японской войны, командир ряда воздушных судов в Западной Сибири, командир корабля ТУ-104 Западно-Сибирского территориального управления Гражданского воздушного флота СССР.
В послевоенное время окончил школу высшей лётной подготовки гражданской авиации.
Указом Президиума Верховного Совета СССР от 16 апреля 1963 года присвоено звание Героя Социалистического Труда с вручением ордена Ленина и золотой медали «Серп и Молот».
Умер 16 января 2002 года в Новосибирске.